# Jaslene Gonzalez
Jaslene Gonzalez là một người mẫu thời trang Mỹ gốc Puerto Rico, nổi tiếng vì là người thắng cuộc mùa thi thứ tám của chương trình America's Next Top Model.

### Lý lịch bản thân
Jaslene Gonzalez sinh ra ở Puerto Rico nhưng lớn lên ở Humboldt Park, Chicago,. Jaslene đã tốt nghiệp trường dòng Notre Dameở Chicago.

#### Top Model
Ở mùa thi thứ bảy, Jaslene đã đăng ký tham gia và lọt vào đến vòng hồ bơi nhưng cô lại không được chọn vào cuộc thi chính thức. Không nản lòng, Jaslene đã tiếp tục đăng ký thi mùa sau. Tyra đã thấy rõ tài năng thực sự và cho cô chính thức tham gia mùa thi tám. Jaslene, với lòng nhiệt tình đã chiến thắng mùa thi và đi vào lịch sử ANTM, là người thứ hai không bao giờ bị xếp cuối bảng (trước đó là Joanie Dodds (mùa 6); sau Jaslene là Anya Kop (mùa 10)) và McKey Sullivan (mùa 11)); nhưng khác biệt với hai thí sinh kia, Jaslene và McKey đã thắng cuộc.
{{cquote|Cô gái nào cũng có một giấc mơ. Gia đình đã đặt lòng tin vào tôi như chính tôi đặt ra cho mình. Tại đây, sau những giờ lao động vất vả... tôi nghĩ phải cho mọi cô gái biết nếu có cơ hội, hãy nắm bắt. Và tôi đã trở thành America's Next Top Model. — Jaslene Gonzalez

#### Người mẫu
Jaslene' ký hợp đồng với công ty quản lý người mẫu Elite Models Management sau khi thắng giải.
Năm 2007, Jaslene được đề cử giải thưởng với hạng mục ngôi sao truyền hình thực tế
Cô cũng hợp tác với công ty thời trang và với tổng đài khẩn cấp quốc gia chống lại nạn bạo hành, nhằm nâng cao ý thức của thanh thiếu niên về tôn trọng và bảo vệ người yêu của mình.
Với sự thể hiện rất hoàn hảo ở mùa thi tám, Jaslene được đạo diễn tiếp tục mời cho tập phim kế tiếp của những mùa sau. Hàng loạt hợp đồng quảng cáo với các công ty lớn như Mercesdes Benz... liên tục đến. Xuất hiện trên bảng quảng cáo của các quảng trường lớn (lần thứ hai xuất hiện cùng với Katarzyna Dolinska (mùa 10) trên quảng trường Thời đại ở New York).